# Кармазин (барвник)
Кармази́н, також азорубі́н (англ. azorubine, carmoisine) — синтетичний харчовий барвник, зареєстрований як харчовий додаток E122.
Застосування — безалкогольні напої, пресерви із фруктів, кондитерські вироби, морозиво, їстівні оболонки сирів, фруктові вина.
Схвалений в ЄС. В Україні барвник є в переліку дозволених харчових добавок.